# 山东大学青岛校区

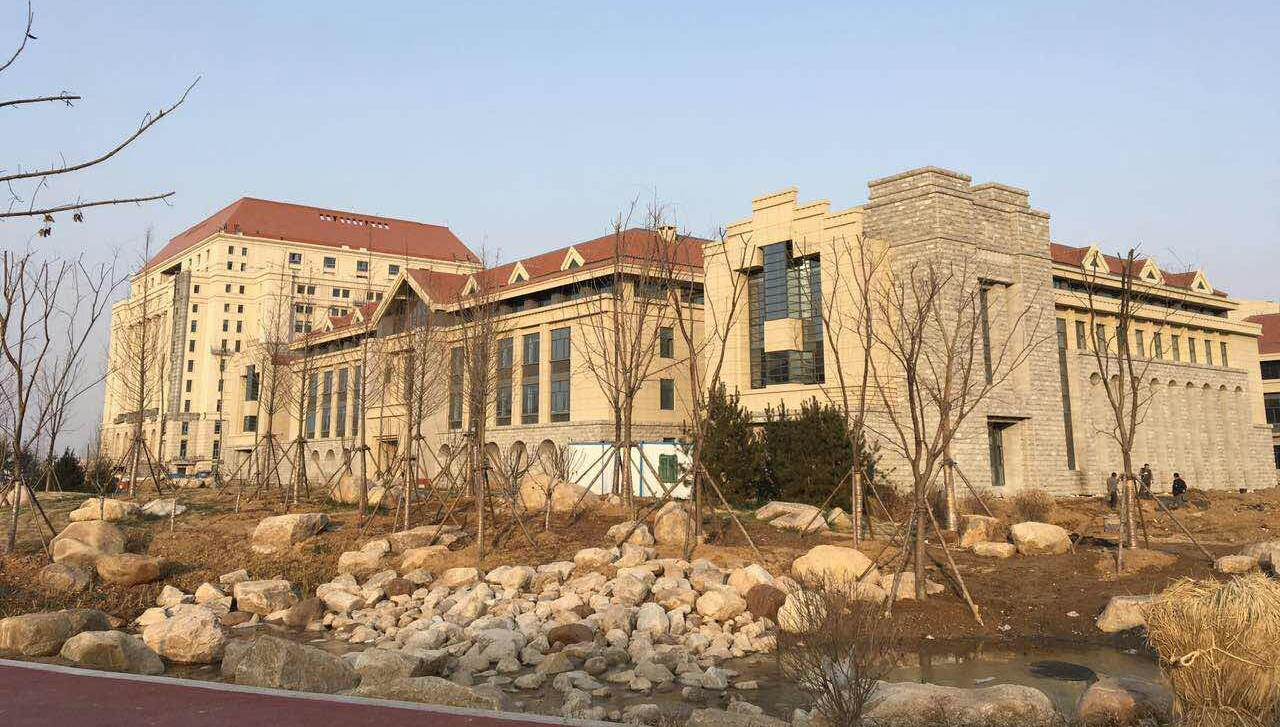
山东大学青岛校区

山东大学青岛校区坐落于中华人民共和国山东省青岛市即墨区鳌山卫镇，是山东大学在青岛设立的一个校区。

## 学院设置
山东大学青岛校区共设立共8个学院。
- 政治学与公共管理学院
- 法学院 （页面存档备份，存于）
- 信息科学与工程学院 （页面存档备份，存于）
- 计算机科学与技术学院 （页面存档备份，存于）
- 生命科学学院 （页面存档备份，存于）
- 环境科学与工程学院 （页面存档备份，存于）
- 国际创新转化学院
- 网络空间安全学院 （页面存档备份，存于）

## 校园介绍
校园分三期建设，规划总用地3000亩，其中教工住宅规划总用地720亩。
- 一期工程计划总投资35亿元，建筑面积70万平米，2016年启动，可满足10000名学生和2000名教职工学习、生活和教学科研的需要。
- 二期工程总建筑面积约49.39万㎡，计划2016年启动，2018年完成。
- 三期工程总建筑面积约16.68万㎡，计划2018年启动，2020年完成，届时，校区可入住25000左右学生、4000左右教职工。[2]

## 建设时间轴
- 2012年3月17日，山东大学青岛校区建设奠基典礼隆重举行。